# Bogdan Bliznyuk
Bogdan Aleksandrovich Bliznyuk (Lutsk, 31 de marzo de 1995) es un baloncestista ucraniano que pertenece a la plantilla del BC Jonava de la LKL lituana. Con 1,98 metros de estatura, juega en la posición de escolta. 

## Trayectoria deportiva

### Universidad
Jugó cuatro temporadas con los Eagles de la Universidad Eastern Washington, en las que promedió 15,7 puntos, 6,0 rebotes y 3,0 asistencias por partido. En su primera temporada fue elegido Freshman del Año de la Big Sky Conference, mientras que en 2017 fue incluido en el segundo mejor quinteto de la conferencia y en 2018 en el primero, siendo además elegido Jugador del Año.

#### Estadísticas
| Año     | Equipo             | PJ  | PT  | MPP  | %TC  | %3P  | %TL  | RPP | APP | ROB | TPP | PPP  |
| ------- | ------------------ | --- | --- | ---- | ---- | ---- | ---- | --- | --- | --- | --- | ---- |
| 2014–15 | Eastern Washington | 35  | 0   | 19.0 | .586 | .558 | .792 | 4.0 | 1.1 | 0.5 | 0.4 | 8.7  |
| 2015–16 | Eastern Washington | 34  | 32  | 33.0 | .447 | .355 | .798 | 6.7 | 3.0 | 1.2 | 0.7 | 12.4 |
| 2016–17 | Eastern Washington | 34  | 33  | 36.8 | .474 | .317 | .821 | 6.5 | 4.0 | 1.0 | 0.2 | 20.6 |
| 2017–18 | Eastern Washington | 35  | 35  | 35.1 | .528 | .398 | .902 | 6.8 | 3.9 | 0.8 | 0.2 | 21.1 |
| Total   | Total              | 138 | 100 | 30.9 | .500 | .378 | .840 | 6.0 | 3.0 | 0.9 | 0.4 | 15.7 |

### Profesional
Tras no ser elegido en el Draft de la NBA de 2018, disputó la NBA Summer League con Los Angeles Clippers. El 3 de julio firmó su primer contrato profesional, por tres temporadas, con el Bnei Herzliya de la Ligat ha'Al israelí hasta el 30 de septiembre de 2019 que firmó por el Kiev-Basket de la Superliga ucraniana.
En la temporada 2022-23, firma por el BC Budivelnyk para disputar la FIBA Europe Cup (jugando como local en Italia) y la Balkan League.
El 22 de marzo de 2023 firmó con el Cholet Basket de la LNB Pro A hasta el final de la temporada.
El 14 de agosto de 2024 fichó por el CBet Jonava de la LKL lituana.

### Selección nacional
En septiembre de 2022 disputó con el combinado absoluto ucraniano el EuroBasket 2022, finalizando en decimosegunda posición.

## Vida personal
Bliznyuk nació en Lutsk, Ucrania. No había cumplido todavía los dos años de edad cuando su padre, un conductor de camiones, falleció en un accidente. Su madre de trasladó a Federal Way, Washington cinco años más tarde para estar más cerca de su familia. Su hermano mayor, Dima, y su madre, Lyudmila, ayudaron en el desarrollo de Bogdan, mientras cuidaban también de su abuela.